# 松尾剛彦
松尾 剛彦（まつお たけひこ、1966年〈昭和41年〉3月1日 - ）は、日本の経産官僚。

## 来歴
佐賀県出身。1988年（昭和63年）、東京大学法学部を卒業。同年、通商産業省に入省。入省後、経済産業省大臣官房会計課長兼監査室長、資源エネルギー庁長官官房総合政策課長兼予算執行評価室長、電力取引等監視委員会事務局長、電力・ガス取引等監視委員会事務局長、 経済産業省大臣官房審議官などを歴任。
2019年（令和元年）7月5日、内閣府宇宙開発戦略推進事務局長に就任。
2021年（令和3年）7月1日、通商政策局長に就任。在任中、ロシアによるウクライナへの侵攻が起き、これに伴う電力・天然ガス供給への影響に係る対策にあたった。
2024年（令和6年）7月1日、経済産業審議官に就任。